# Cucutilla
Cucutilla é um município da Colômbia, localizado no departamento de Norte de Santander.